# Kamp 52
Kamp 52 is een dorp in Suriname in het district Sipaliwini, nabij Apoera.
Kamp 52 was een kamp met door Bruynzeel Suriname Houtmaatschappij geproduceerde prefabwoningen waar personeel van de aannemers woonde die in 1976-1977 in het kader van het West-Surinameplan de spoorlijn Bakhuisgebergte - Apoera met normaalspoor hebben aangelegd. Het kamp/dorp ligt op 52 kilometer vanaf Apoera aan de kruising van de spoorweg met de bosontsluitingsweg naar Paramaribo (de zuidelijke Oost-Westverbinding).
De spoorlijn werd aangelegd voor het vervoer van bauxiet van het Bakhuisgebergte naar Apoera. De spoorlijn is echter nooit gebruikt, en het Kabalebo-project is rond 1980 stopgezet. Kamp 52 is nog enige jaren in gebruik geweest bij 's Lands Bosbeheer (LBB) maar is thans een spookdorp.
In 2014 kondigde Grassalco aan dat het mogelijkheden onderzoekt voor heropening van de steenslaggroeve nabij Kamp 52.